# Marcel Mouchel
Pour les articles homonymes, voir Mouchel.
Marcel Mouchel, né le 13 février 1927 à Équeurdreville (Manche) et décédé le 7 mars 2012 à Cherbourg-Octeville, est un ancien joueur et entraîneur de football français.

## Biographie
Il joue comme attaquant à l'AS Cherbourg de 1945 à 1958, avec un intermède d'une saison au SM Caen (1952-53). À Cherbourg, Marcel Mouchel joue successivement sous la direction de George Kimpton, Maurice Blondel et Ernest Vaast, qui louent tous ses qualités exceptionnelles, reconnues par 9 sélections en équipe de France amateur (1956-58). Marcel Mouchel est le joueur emblématique de l'AS Cherbourg, celui qui a le plus marqué l'histoire du club.
Après avoir repoussé plusieurs offres, Marcel Mouchel devient professionnel à 31 ans en signant en 1958 à l'UA Sedan-Torcy - club où joue également Zacharie Noah. Avec ce dernier club, il gagne comme capitaine la coupe de France en 1961 contre Nîmes 3-1, à Colombes (Hauts-de-Seine). Il dispute avec Sedan 111 matchs et inscrit 23 buts en Division 1, ainsi que le premier tour de la Coupe d'Europe des vainqueurs de coupe 1962 face à l'Atlético Madrid, avant d'arrêter sa carrière professionnelle en 1962.
Devenu entraîneur, Marcel Mouchel dirige le SM Caen (1962-64), l'UST Équeurdreville et l'AS Cherbourg (1970-71).
Il meurt le 7 mars 2012, âgé de 85 ans .

## Palmarès
- Vainqueur de la Coupe de France en 1961 avec l'UA Sedan-Torcy
- Finaliste du Challenge des Champions en 1961 avec l'UA Sedan-Torcy